# Championnats d'Europe de marathon (canoë-kayak) 2016
Navigation
2015 2017
Les 13e championnats d'Europe de marathon en canoë-kayak se sont tenus à Pontevedra en Espagne en 2016, sous l'égide de l'Association européenne de canoë.

## Podiums

### Sénior

#### K1
| Rang               | Athlète        | Pays     | Temps           |
| ------------------ | -------------- | -------- | --------------- |
| Médaille d'or      | José Ramalho   | Portugal | 2 h 08 min 31 s |
| Médaille d'argent  | Emilio Merchán | Espagne  | 2 h 08 min 32 s |
| Médaille de bronze | Adrián Boros   | Hongrie  | 2 h 08 min 33 s |

| Rang               | Athlète        | Pays               | Temps           |
| ------------------ | -------------- | ------------------ | --------------- |
| Médaille d'or      | Renata Csay    | Hongrie            | 2 h 03 min 00 s |
| Médaille d'argent  | Vanda Kiszli   | Hongrie            | 2 h 03 min 39 s |
| Médaille de bronze | Anna Koziskova | République tchèque | 2 h 05 min 11 s |

#### K2
| Rang               | Athlète                                           | Pays     | Temps           |
| ------------------ | ------------------------------------------------- | -------- | --------------- |
| Médaille d'or      | Diego Piña Iván Alonso                            | Espagne  | 2 h 00 min 41 s |
| Médaille d'argent  | Luis Pérez Miguel Llorens                         | Espagne  | 2 h 01 min 54 s |
| Médaille de bronze | Mads Brandt Pedersen Nicolai Due Gadegaard Morcke | Danemark | 2 h 01 min 26 s |

| Rang               | Athlète                       | Pays               | Temps           |
| ------------------ | ----------------------------- | ------------------ | --------------- |
| Médaille d'or      | Renata Csay Alexandra Bara    | Hongrie            | 1 h 56 min 22 s |
| Médaille d'argent  | Anna Koziskova Lenka Hrochová | République tchèque | 1 h 59 min 45 s |
| Médaille de bronze | Lizzie Broughton Fay Lamph    | Royaume-Uni        | 1 h 59 min 49 s |

#### C1
| Rang               | Athlète               | Pays     | Temps           |
| ------------------ | --------------------- | -------- | --------------- |
| Médaille d'or      | Manuel Antonio Campos | Espagne  | 2 h 08 min 33 s |
| Médaille d'argent  | Marton Köver          | Hongrie  | 2 h 08 min 34 s |
| Médaille de bronze | Nuno Barros           | Portugal | 2 h 10 min 24 s |

| Rang               | Athlète          | Pays      | Temps           |
| ------------------ | ---------------- | --------- | --------------- |
| Médaille d'or      | Cathrin Duerr    | Allemagne | 1 h 51 min 10 s |
| Médaille d'argent  | Pauline Martin   | France    | 1 h 57 min 33 s |
| Médaille de bronze | Raquel Rodríguez | Espagne   | 1 h 59 min 29 s |

#### C2
| Rang               | Athlète                                   | Pays    | Temps           |
| ------------------ | ----------------------------------------- | ------- | --------------- |
| Médaille d'or      | Manuel Antonio Campos José Manuel Sánchez | Espagne | 2 h 00 min 50 s |
| Médaille d'argent  | Óscar Graña Ramón Ferro                   | Espagne | 2 h 01 min 22 s |
| Médaille de bronze | Marton Köver Ádám Dócze                   | Hongrie | 2 h 02 min 02 s |

### Moins de 23 ans

#### K1
| Rang               | Athlète                      | Pays     | Temps           |
| ------------------ | ---------------------------- | -------- | --------------- |
| Médaille d'or      | Adam Petro                   | Hongrie  | 1 h 52 min 35 s |
| Médaille d'argent  | Mads Brandt Pedersen         | Danemark | 1 h 52 min 38 s |
| Médaille de bronze | Nicolai Due Gadegaard Morcke | Danemark | 1 h 53 min 26 s |

| Rang               | Athlète           | Pays     | Temps           |
| ------------------ | ----------------- | -------- | --------------- |
| Médaille d'or      | Vanda Kiszli      | Hongrie  | 1 h 49 min 10 s |
| Médaille d'argent  | Noémi Miskó       | Hongrie  | 1 h 49 min 30 s |
| Médaille de bronze | Emilie Rosenkilde | Danemark | 1 h 49 min 32 s |

#### C1
| Rang               | Athlète           | Pays    | Temps           |
| ------------------ | ----------------- | ------- | --------------- |
| Médaille d'or      | Bence Balazs Dori | Hongrie | 1 h 51 min 48 s |
| Médaille d'argent  | Patryk Gluza      | Pologne | 1 h 52 min 09 s |
| Médaille de bronze | Mateusz Borgieł   | Pologne | 1 h 53 min 56 s |

### Junior

#### K1
| Rang               | Athlète                  | Pays      | Temps           |
| ------------------ | ------------------------ | --------- | --------------- |
| Médaille d'or      | Bendeguz Bazsonyi Balint | Hongrie   | 1 h 42 min 26 s |
| Médaille d'argent  | Luis Ferreira            | Portugal  | 1 h 42 min 31 s |
| Médaille de bronze | Nico Paufler             | Allemagne | 1 h 42 min 37 s |

| Rang               | Athlète                | Pays    | Temps           |
| ------------------ | ---------------------- | ------- | --------------- |
| Médaille d'or      | Viktória Fruzsina Nagy | Hongrie | 1 h 35 min 16 s |
| Médaille d'argent  | Zsofia Balogh          | Hongrie | 1 h 35 min 40 s |
| Médaille de bronze | Nora Rey               | Espagne | 1 h 39 min 13 s |

#### K2
| Rang               | Athlète                      | Pays     | Temps           |
| ------------------ | ---------------------------- | -------- | --------------- |
| Médaille d'or      | István Lukács Ákos Obert     | Hongrie  | 1 h 33 min 34 s |
| Médaille d'argent  | Francisco Capin David Migoya | Espagne  | 1 h 33 min 41 s |
| Médaille de bronze | Luis Ferreira Nuno Cruz      | Portugal | 1 h 34 min 20 s |

| Rang               | Athlète                              | Pays     | Temps           |
| ------------------ | ------------------------------------ | -------- | --------------- |
| Médaille d'or      | Zsofia Korsos Viktória Fruzsina Nagy | Hongrie  | 1 h 27 min 30 s |
| Médaille d'argent  | Roos Broekx Hanna Plas               | Belgique | 1 h 27 min 18 s |
| Médaille de bronze | Cathrine Rask Line langelund         | Danemark | 1 h 27 min 57 s |

#### C1
| Rang               | Athlète         | Pays     | Temps           |
| ------------------ | --------------- | -------- | --------------- |
| Médaille d'or      | Sergio Maciel   | Portugal | 1 h 35 min 37 s |
| Médaille d'argent  | Sebestyén Simon | Hongrie  | 1 h 35 min 57 s |
| Médaille de bronze | Balázs Adlof    | Hongrie  | 1 h 36 min 03 s |

| Rang               | Athlète      | Pays      | Temps           |
| ------------------ | ------------ | --------- | --------------- |
| Médaille d'or      | Panna Palfia | Hongrie   | 1 h 32 min 27 s |
| Médaille d'argent  | Julia Dunkel | Allemagne | 1 h 34 min 43 s |
| Médaille de bronze | Lara Outon   | Espagne   | 1 h 37 min 23 s |

#### C2
| Rang               | Athlète                          | Pays      | Temps           |
| ------------------ | -------------------------------- | --------- | --------------- |
| Médaille d'or      | Ricardo Coelho Duarte Silva      | Portugal  | 1 h 29 min 10 s |
| Médaille d'argent  | Arved Heine Jonas Mode           | Allemagne | 1 h 29 min 23 s |
| Médaille de bronze | Patryk Piotrowicz Mateusz Cybula | Pologne   | 1 h 30 min 00 s |

## Tableau des médailles
| Rang  | Nation             | Or | Argent | Bronze | Total |
| ----- | ------------------ | -- | ------ | ------ | ----- |
| 1     | Espagne            | 3  | 3      | 1      | 7     |
| 2     | Hongrie            | 2  | 2      | 2      | 6     |
| 3     | Portugal           | 1  | 0      | 1      | 2     |
| 4     | Allemagne          | 1  | 0      | 0      | 1     |
| 5     | République tchèque | 0  | 1      | 1      | 2     |
| 6     | France             | 0  | 1      | 0      | 1     |
| 7     | Danemark           | 0  | 0      | 1      | 1     |
| -     | Royaume-Uni        | 0  | 0      | 1      | 1     |
| Total | Total              | 7  | 7      | 7      | 21    |